# 利伊 (厄尔省)
利伊（法語：Lilly）是法国厄尔省的一个市镇，位于该省东北部，属于莱桑德利区。该市镇总面积6.03平方公里，2009年时的人口为72人。

## 人口
利伊人口变化图示